# ダヴィド・アラバ
ダヴィド・オラトゥクンボ・アラバ（David Olatukunbo Alaba, 1992年6月24日 - ）は、オーストリア・ウィーン出身のサッカー選手。ポジションはディフェンダー。レアル・マドリード所属。オーストリア代表。
本人の発音によると、名前の読みは『デイヴィッド』である。

## 経歴

### クラブ

#### オーストリア時代
オーストリアのSVアスペルンのユースチームでキャリアをスタートさせ、2002年にFKアウストリア・ウィーンに移籍した。2008年、ドイツのバイエルン・ミュンヘンのユースチームに移籍した。

#### バイエルン・ミュンヘン
2010年1月にチームメートのディエゴ・コンテント、メーメット・エキッチと共にトップチームに昇格し、1月13日にプロ契約を結んだ。2月10日、DFBポカールのSpVggグロイター・フュルト戦でベンチ入りし、59分にクリスティアン・レルとの交代でトップチームデビューを飾った。
2011年1月3日、TSG1899ホッフェンハイムにレンタル移籍した。2010-2011シーズン終了後、バイエルンに復帰した。2011年12月、ナセル・バラジテ（オランダ国籍、FKアウストリア・ウィーン）やマーティン・ハルニック（VfBシュトゥットガルト）らを抑えてオーストリア年間最優秀選手に選ばれた。2011-12年はチャンピオンズリーグ決勝の進出に貢献したが、累積警告で決勝には出場出来なかった。
2013-14年シーズンからはジョゼップ・グアルディオラが監督になり、サイドバックだけでなくインサイドハーフとしても起用されるようになった。1試合の中で、守備時はSBのポジションを取りながら、攻撃時には中盤の底にポジションを移動して攻撃の起点となる「偽サイドバック」としての役割は、後に他のチームにもトレンドとして取り入れられ、メディアによって「アラバロール」と名付けられた。
2014-15年シーズンは4バックだけではなく3バックも導入され、3バックの左でも起用されるようになった。2015年1月、3年連続でUEFAのベストイレブンに選出された。
2016年8月、契約を2021年まで延長した。2019-20シーズン、DFBポカール決勝のレバークーゼン戦で先制ゴールを決め優勝に貢献、リーグ優勝、チャンピオンズリーグ優勝と3冠を獲得した。
2021年2月16日、バイエルンとの再契約交渉を打ち切り、2020-21シーズン終了後に退団することを表明。5月に正式にバイエルンを退団することが発表された。
後にアラバは退団理由について以下のように説明した。
「成長するためには、人は『安定した場所』を離れなければならない。僕は思う。おそらく人は知らない場所へと入ったときに再び成熟の機会を得るのだと。とはいえここを離れるまでにはもう少し時間がある。まだ完全に受け入れることはできないよ。何年もの間本当に素晴らしい時を過ごした。涙を浮かべてバイエルン・ミュンヘンを離れるが、同時に自分の将来を楽しみにもしている。退団を決めたのはクラブと対立したからではない。信じられないほどの感謝を抱いているよ。バイエルンが素晴らしいサクセスストーリーを描き続けてくれることを願う」

#### レアル・マドリード
2021年5月28日、レアル・マドリードと契約したことが発表された。背番号は同年に退団したセルヒオ・ラモスが背負っていた4番。トランスファーマルクトによれば、当時のアラバの市場価値は5500万ユーロであり、移籍金なしで移籍をした史上最も価値の高い選手となった。10月24日のFCバルセロナ戦では、前半32分に移籍後初ゴールを決め、初のエル・クラシコで2-1の勝利に貢献した。その後も継続的に左CBとして出場し、CLとリーガの2冠に大きく貢献した。
2022年8月10日、彼は2022年UEFAスーパーカップでアイントラハト・フランクフルトを相手に先制ゴールを決め、レアル・マドリードはそのまま2–0で勝利した。 2022年8月14日には、UDアルメリアとのアウェー戦でフリーキックから決勝ゴールを決め、レアル・マドリードの2–1の勝利に貢献した。  
2023年12月17日、レアル・マドリードがビジャレアルCFと対戦したラ・リーガの試合中、アラバは左膝の前十字靱帯損傷を負い、手術と長期のリハビリを必要とすることになった。 その回復期間は約13か月に及び、 2025年1月19日、UDラス・パルマスとの試合（4–1で勝利）でようやくピッチに復帰を果たした。

### 代表

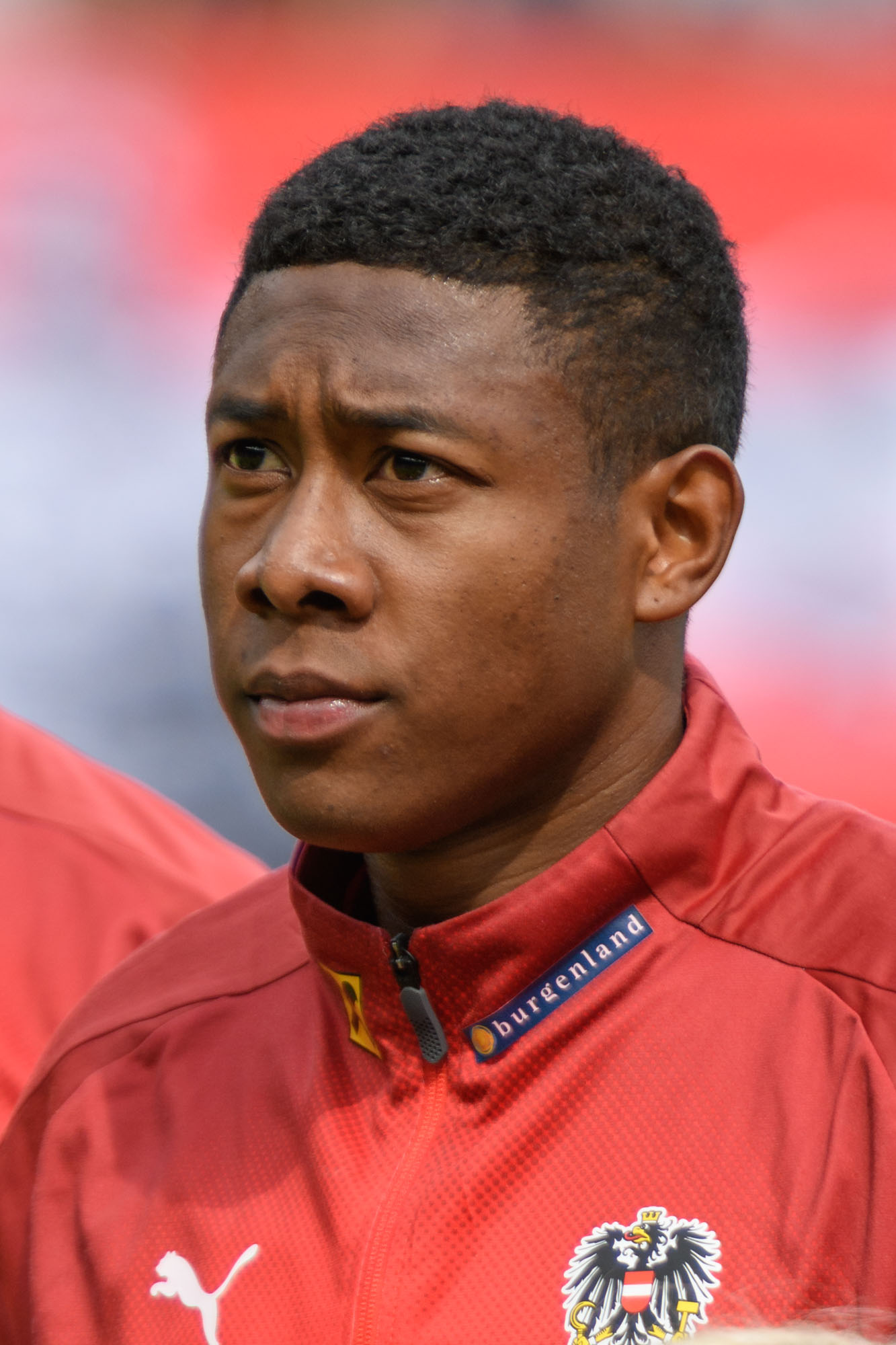
オーストリア代表でのアラバ（2018年）

オーストリア代表として、2009年10月、フランス代表戦で代表デビューを果たした。オーストリア代表での最年少デビューとなった。2012年10月16日のW杯予選、カザフスタン戦で代表初得点を挙げた。

## 人物
元々はミッドフィールダーであったが左サイドバックへコンバートされ、ジョゼップ・グアルディオラのもと従来のサイドバックより中央にポジションを取りビルドアップや攻撃参加を行う偽サイドバックとしてプレーした。スピードやスタミナ、左足のキック精度に優れるだけでなく戦術眼も併せ持ち、ミッドフィールダーやサイドバックだけでなくセンターバックやウィングでもプレーできる。
父親はナイジェリア出身のディスクジョッキーで、母親はフィリピン人の看護師。母親の故郷であるフィリピン代表からも声がかかったが、代表デビューは生まれ故郷のオーストリアを選択した。
アラバはアーセナルFCのサポーターであることを公言している。

## 個人成績

### クラブ
| クラブ                 | シーズン | リーグ         | リーグ戦 | リーグ戦 | カップ戦 | カップ戦 | 国際大会 | 国際大会 | その他 | その他 | 合計 | 合計 |
| クラブ                 | シーズン | リーグ         | 出場     | 得点     | 出場     | 得点     | 出場     | 得点     | 出場   | 得点   | 出場 | 得点 |
| ---------------------- | -------- | -------------- | -------- | -------- | -------- | -------- | -------- | -------- | ------ | ------ | ---- | ---- |
| バイエルン・ミュンヘン | 2009–10  | ブンデスリーガ | 3        | 0        | 1        | 0        | 2        | 0        | 0      | 0      | 6    | 0    |
| バイエルン・ミュンヘン | 2010–11  | ブンデスリーガ | 2        | 0        | 1        | 0        | 0        | 0        | 0      | 0      | 3    | 0    |
| バイエルン・ミュンヘン | 通算     | 通算           | 5        | 0        | 2        | 0        | 2        | 0        | 0      | 0      | 9    | 0    |
| ホッフェンハイム       | 2010–11  | ブンデスリーガ | 17       | 2        | 1        | 0        | -        | -        | 0      | 0      | 18   | 2    |
| ホッフェンハイム       | 通算     | 通算           | 17       | 2        | 1        | 0        | -        | -        | 0      | 0      | 18   | 2    |
| バイエルン・ミュンヘン | 2011–12  | ブンデスリーガ | 30       | 2        | 6        | 1        | 11       | 0        | 0      | 0      | 47   | 3    |
| バイエルン・ミュンヘン | 2012–13  | ブンデスリーガ | 23       | 3        | 4        | 0        | 11       | 2        | 0      | 0      | 38   | 5    |
| バイエルン・ミュンヘン | 2013–14  | ブンデスリーガ | 28       | 2        | 5        | 0        | 12       | 2        | 4      | 0      | 49   | 4    |
| バイエルン・ミュンヘン | 2014–15  | ブンデスリーガ | 19       | 2        | 3        | 3        | 6        | 0        | 1      | 0      | 29   | 5    |
| バイエルン・ミュンヘン | 2015–16  | ブンデスリーガ | 30       | 1        | 5        | 0        | 10       | 1        | 1      | 0      | 46   | 2    |
| バイエルン・ミュンヘン | 2016–17  | ブンデスリーガ | 32       | 4        | 5        | 1        | 9        | 0        | 0      | 0      | 47   | 5    |
| バイエルン・ミュンヘン | 2017–18  | ブンデスリーガ | 23       | 2        | 6        | 0        | 7        | 0        | 0      | 0      | 36   | 2    |
| バイエルン・ミュンヘン | 2018–19  | ブンデスリーガ | 31       | 3        | 4        | 0        | 7        | 0        | 1      | 0      | 43   | 3    |
| バイエルン・ミュンヘン | 2019–20  | ブンデスリーガ | 28       | 1        | 5        | 1        | 8        | 0        | 1      | 0      | 42   | 2    |
| バイエルン・ミュンヘン | 2020–21  | ブンデスリーガ | 33       | 2        | 1        | 0        | 8        | 0        | 3      | 0      | 45   | 2    |
| バイエルン・ミュンヘン | 通算     | 通算           | 277      | 22       | 44       | 6        | 89       | 5        | 11     | 0      | 422  | 33   |
| レアル・マドリード     | 2021-22  | プリメーラ     | 30       | 2        | 3        | 0        | 12       | 1        | 1      | 0      | 46   | 3    |
| レアル・マドリード     | 2022-23  | プリメーラ     | 23       | 1        | 2        | 0        | 11       | 0        | 3      | 1      | 39   | 2    |
| レアル・マドリード     | 2023-24  | プリメーラ     | 14       | 0        | 0        | 0        | 3        | 0        | 0      | 0      | 17   | 0    |
| レアル・マドリード     | 通算     | 通算           | 67       | 3        | 5        | 0        | 26       | 1        | 4      | 1      | 102  | 5    |
| 総通算                 | 総通算   | 総通算         | 366      | 27       | 52       | 6        | 117      | 6        | 15     | 1      | 551  | 40   |

| クラブ                   | シーズン | リーグ    | リーグ戦 | リーグ戦 | 合計 | 合計 |
| クラブ                   | シーズン | リーグ    | 出場     | 得点     | 出場 | 得点 |
| ------------------------ | -------- | --------- | -------- | -------- | ---- | ---- |
| バイエルン・ミュンヘンII | 2009–10  | 3. リーガ | 23       | 1        | 23   | 1    |
| バイエルン・ミュンヘンII | 2010–11  | 3. リーガ | 10       | 0        | 10   | 0    |
| 総通算                   | 総通算   | 総通算    | 33       | 1        | 33   | 1    |

### 代表
出場大会
- U-19オーストリア代表

2010年 - UEFA U-19欧州選手権2010（グループステージ敗退）
- オーストリア代表

2016年 - UEFA EURO 2016（グループステージ敗退）
2021年 - UEFA EURO 2020（ベスト16）
試合数
2023年11月21日現在
| オーストリア代表 | 国際Aマッチ | 国際Aマッチ |
| 年               | 出場        | 得点        |
| ---------------- | ----------- | ----------- |
| 2009             | 2           | 0           |
| 2010             | 3           | 0           |
| 2011             | 11          | 0           |
| 2012             | 5           | 1           |
| 2013             | 10          | 5           |
| 2014             | 4           | 2           |
| 2015             | 7           | 3           |
| 2016             | 12          | 0           |
| 2017             | 5           | 0           |
| 2018             | 8           | 2           |
| 2019             | 5           | 1           |
| 2020             | 4           | 0           |
| 2021             | 15          | 0           |
| 2022             | 7           | 1           |
| 2023             | 8           | 0           |
| 通算             | 105         | 15          |

得点
| #   | 日付           | 場所                                               | 対戦相手           | スコア | 結果 | 試合                                    |
| --- | -------------- | -------------------------------------------------- | ------------------ | ------ | ---- | --------------------------------------- |
| 1.  | 2012年10月16日 | ウィーン、エルンスト・ハッペル・シュターディオン   | カザフスタン       | 3-0    | 4-0  | 2014 FIFAワールドカップ・ヨーロッパ予選 |
| 2.  | 2013年3月22日  | ウィーン、エルンスト・ハッペル・シュターディオン   | フェロー諸島       | 5-0    | 6-0  | 2014 FIFAワールドカップ・ヨーロッパ予選 |
| 3.  | 2013年3月26日  | ダブリン、アビバ・スタジアム                       | アイルランド       | 2-2    | 2-2  | 2014 FIFAワールドカップ・ヨーロッパ予選 |
| 4.  | 2013年6月7日   | ウィーン、エルンスト・ハッペル・シュターディオン   | スウェーデン       | 1-0    | 2-1  | 2014 FIFAワールドカップ・ヨーロッパ予選 |
| 5.  | 2013年9月10日  | ウィーン、エルンスト・ハッペル・シュターディオン   | アイルランド       | 1-0    | 1-0  | 2014 FIFAワールドカップ・ヨーロッパ予選 |
| 6.  | 2013年10月15日 | トースハウン、トースヴェリュール                   | フェロー諸島       | 0-3    | 0-3  | 2014 FIFAワールドカップ・ヨーロッパ予選 |
| 7.  | 2014年9月8日   | ウィーン、エルンスト・ハッペル・シュターディオン   | スウェーデン       | 1-0    | 1-1  | UEFA EURO 2016予選                      |
| 8.  | 2014年10月9日  | キシナウ、スタディオヌル・ジンブル                 | モルドバ           | 0-1    | 1-2  | UEFA EURO 2016予選                      |
| 9.  | 2015年3月27日  | ファドゥーツ、ラインパーク・シュタディオン         | リヒテンシュタイン | 0-3    | 0-5  | UEFA EURO 2016予選                      |
| 10. | 2015年9月8日   | ソルナ、フレンズ・アレーナ                         | スウェーデン       | 0-1    | 1-4  | UEFA EURO 2016予選                      |
| 11. | 2015年11月17日 | ウィーン、エルンスト・ハッペル・シュターディオン   | スイス             | 1-1    | 1-2  | 親善試合                                |
| 12. | 2018年3月23日  | クラーゲンフルト、ヴェルターゼー・シュターディオン | スロベニア         | 1-0    | 3-0  | 親善試合                                |
| 13  | 2018年9月6日   | ウィーン、レトナ・スタジアム                       | スウェーデン       | 2–0    | 2–0  | 親善試合                                |
| 14  | 2019年11月16日 | ウィーン、エルンスト・ハッペル・シュターディオン   | 北マケドニア       | 1–0    | 2–1  | UEFA EURO 2020予選                      |
| 15  | 2022年11月20日 | ウィーン、エルンスト・ハッペル・シュターディオン   | イタリア           | 2-0    | 2-0  | 親善試合                                |

## タイトル

### クラブ
バイエルン・ミュンヘン
- ブンデスリーガ: 2009-10, 2012-13, 2013-14, 2014-15, 2015-16, 2016-17, 2017-18, 2018-19, 2019-20, 2020-21
- DFBポカール: 2009-10, 2012-13, 2013-14, 2015-16, 2018-19, 2019-20
- DFLスーパーカップ: 2016, 2018, 2020
- UEFAチャンピオンズリーグ: 2012-13, 2019-20
- UEFAスーパーカップ: 2013, 2020
- FIFAクラブワールドカップ: 2013, 2020

レアル・マドリード
- ラ・リーガ：2021-22, 2023-24
- コパ・デル・レイ：2022-23
- スーペルコパ・デ・エスパーニャ：2021-22, 2023-24
- UEFAチャンピオンズリーグ：2021-22, 2023-24
- UEFAスーパーカップ：2022, 2024
- FIFAクラブワールドカップ：2022

### 個人
- オーストリア年間最優秀選手：2011, 2012, 2013, 2014, 2015, 2016, 2020, 2021, 2022
- UEFAチーム・オブ・ザ・イヤー：2013, 2014, 2015
- ESMチーム・オブ・ザ・イヤー：2013-14
- UEFAチャンピオンズリーグ 年間ベストチーム(スカッドオブザシーズン): 2019-20, 2020-21
- FIFA FIFProワールドイレブン：2021